# A Porta Estreita
A porta estreita (em francês La porte étroite) é uma novela francesa escrita por André Gide e publicada em 1909. É uma história bastante triste e comovedora que explora as complexidades e terrores da adolescência e crescimento. Baseada na interpretação Freudiana, a história usa a influencia das experiencias da infância e dos mal entendidos que podem surgir entre duas pessoas.

## Sumário
A história se passa numa cidade costeira do norte da França. Jerome e Alissa, quando com 10-11 anos, concordam implicitamente com uma afeição infindável um para com o outro. Entretanto, reagindo às infidelidades de sua mãe e a uma intensa impressão religiosa, Alissa desenvolve uma rejeição pelo amor humano. Apesar disso, ela fica feliz de poder compartilhar as discussões intelectuais de Jerome e o mantêm prisioneiro de suas afeições. Jerome falha em não identificar o amor real da irmã de Alissa, Juliette, que acaba com um casamento pouco satisfatório com outra pessoa. Jerome acredita que possui um acordo de casamento com Alissa, mas ela gradualmente se afasta, tornando-se cada vez mais intensamente religiosa, rejeita a Jerome e recusa-se a vê-lo. Por fim ela morre de uma doença não identificada que é praticamente auto-imposta.